# Clemente Tafuri

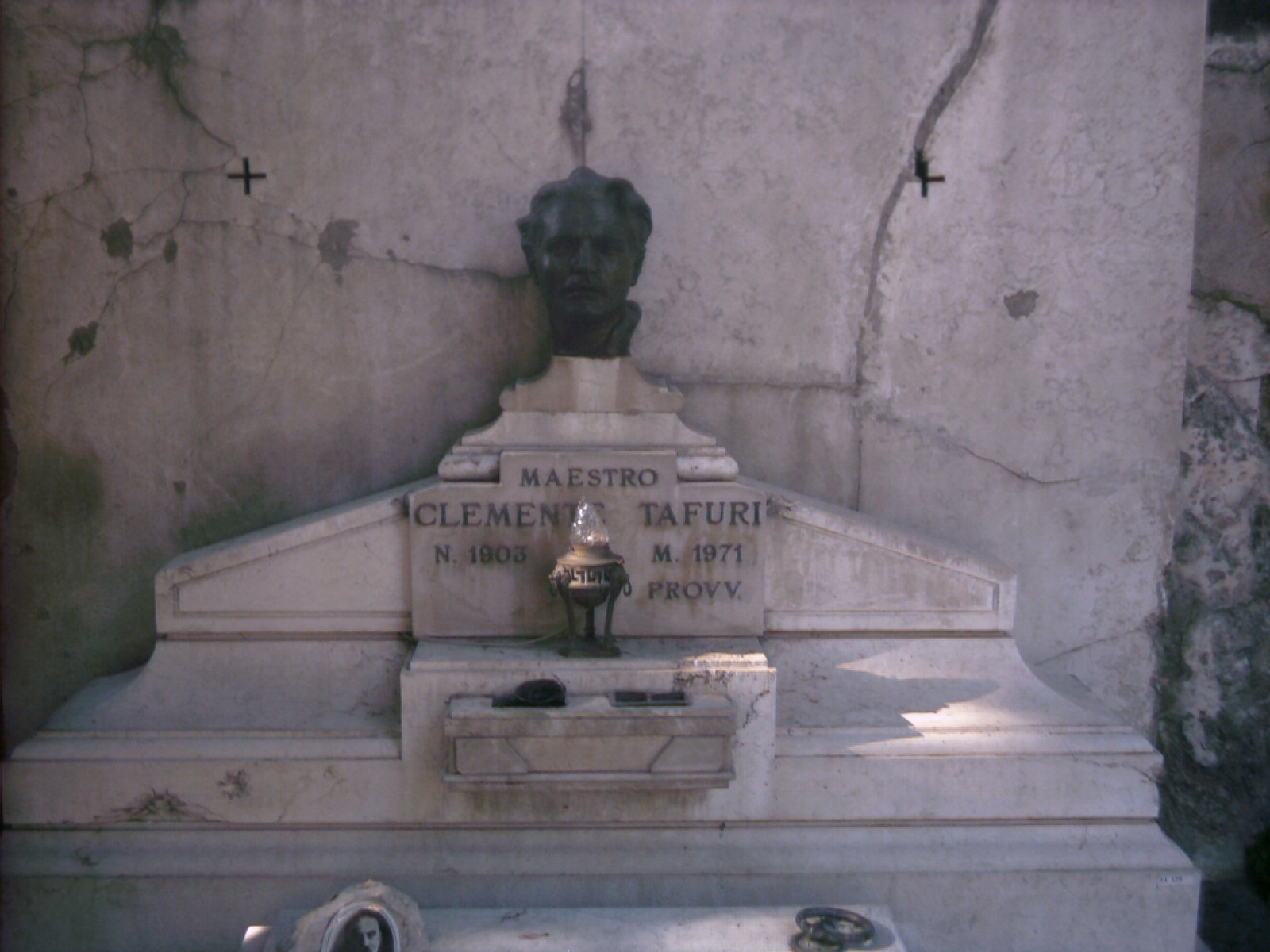
Tomba di Clemente Tafuri conservata nel Cimitero monumentale di Salerno.

Clemente Tafuri (Salerno, 18 agosto 1903 – Genova, 11 dicembre 1971) è stato un pittore e illustratore italiano.

## Biografia
Nipote del pittore salernitano Raffaele Tafuri.
Dopo aver seguito un corso di studi all'Accademia di belle arti di Napoli, iniziò a dipingere rivelandosi presto all'attenzione della critica.
Molto conosciuto fra gli anni venti ed i sessanta del XX secolo anche come cartellonista pubblicitario, illustratore di cartoline e di collane librarie, si dedicò spesso ad illustrare episodi della seconda guerra mondiale e realizzò un ritratto dell'allora principe ereditario Umberto II di Savoia e della regina Elena del Montenegro.
Fu legato da una lunga amicizia e collaborazione alla pittrice e fotografa Maria Bertolani.
Del Tafuri, particolarmente conosciuto è il dipinto raffigurante il vicebrigadiere dell'Arma dei Carabinieri Salvo d'Acquisto, immortalato mentre si strappa la camicia di dosso (curiosa la somiglianza con molte immagini che riproducono il personaggio dei fumetti Superman in una posa molto simile). Questo dipinto è oggi in mostra presso il Museo Storico dell'Arma dei Carabinieri di Roma.

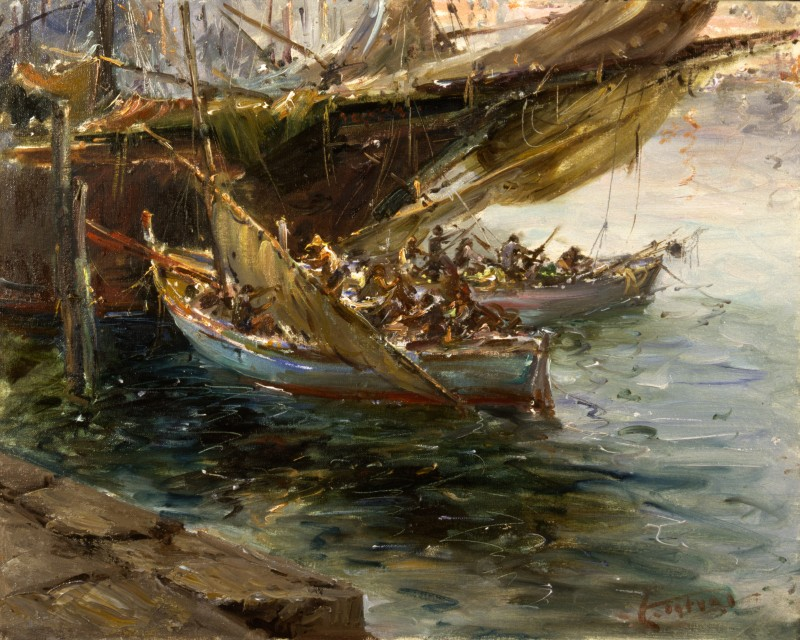
Barche, 1950-1960 (Fondazione Cariplo)

## Opere nei musei
- Collezioni d'arte della Fondazione Cariplo di Milano con l'opera: Barche (1950 - 1970).
- Collezione d'arte della SBAPPSAE di Salerno con le opere in deposito: Barone Gennaro Pinto (1916), Distacco (1934), Ferdinando d'Aragona (1948), Scena di battaglia (1948).
- Museo Storico dell'Arma dei Carabinieri di Roma.